# Wasserkraftwerk Bersimis-2
Das Wasserkraftwerk Bersimis-2 (französisch Centrale Bersimis-2) ist ein Laufwasserkraftwerk in der kanadischen Provinz Québec. Es befindet sich am Rivière Betsiamites in der Region Côte-Nord. Das Kraftwerk besitzt fünf Francis-Turbinen und wird vom nahe gelegenen Réservoir Bersimis-2 gespeist. Die installierte Leistung der Generatoren beträgt 869 MW, die Fallhöhe 115,63 Meter. Betreiber des Kraftwerks ist das staatliche Energieversorgungsunternehmen Hydro-Québec.
Bersimis-2 entstand in den Jahren 1956 bis 1959 und gehört zu den ersten Anlagen, die von Hydro-Québec erbaut wurden (nach der Unternehmensgründung 1944 waren zunächst bestehende Anlagen erweitert worden). Zusammen mit dem rund 30 Kilometer flussaufwärts gelegenen Bersimis-1 bot die Anlage Hydro-Québec die Gelegenheit, Erfahrungen beim Bau neuer Kraftwerke zu sammeln. Das dabei angeeignete Know-how bildete die Grundlage für die weitaus größeren Projekte im Norden Québecs in den folgenden Jahrzehnten. Eine Pionierleistung war dabei der Bau einer der weltweit ersten Hochspannungs-Übertragungsleitungen mit einer Spannung von 315 kV.